# Iglesia de San Juan de los Florentinos
La iglesia de San Juan de los Florentinos (en italiano: San Giovanni Battista dei Fiorentini es una  basílica menor y una iglesia titular, construida por iniciativa del papa Julio II en el  Ponte rione de Roma. Está al comienzo de la via Giulia. Dedicada a san Juan Bautista, el protector de Florencia, la nueva iglesia para la comunidad florentina en Roma se inició en el siglo XVI y se completó a principios del siglo XVIII y es la iglesia nacional de Florencia en Roma.
Entre los arquitectos que contribuyeron a la creación y remodelación del edificio se encuentran Jacopo Sansovino, Antonio da Sangallo el Joven, Miguel Ángel, Giacomo della Porta, Carlo Maderno, Pietro da Cortona, Borromini y Alessandro Galilei. En esta iglesia están enterrados Horace Capponi, Carlo Maderno y Borromini.
La iglesia también ha sido la sede del título cardenalicio de San Juan Bautista de los Florentinos desde 1960. Desde 2018, el título de cardenal de San Juan Bautista de los Florentinos recae en Giuseppe Petrocchi. 

## Historia de la construcción del edificio

### El primer proyecto
La revolución en el urbanismo romano imaginada por el papa Julio II della Rovere se concretó en 1508 con la creación de la Via Giulia, la nueva calle que iba en línea recta desde el puente Príncipe Amedeo hasta el palacio Falconieri y al jardín del palacio Farnesio, entre el corso Vittorio Emanuele y el Tíber. Precisamente en 1508, Bramante concibió el primer proyecto para una gran iglesia de la nación florentina dedicada a Juan el Bautista, santo patrón de Florencia. Se suponía que el edificio se convertiría en la obra maestra arquitectónica de este calle. La planta inicial, en forma de cruz griega, aunque no superó la etapa de proyecto, va a ser un precedente importante, ya que la arquitectura de San Giovanni Battista dei Fiorentini tenía que hacerse durante, para los temas, en la basílica de San Pedro, incluso copiando las partes decorativas.

### Intervenciones de Sansovino y de Sangallo
Como el primer proyecto no fue realizado, el sucesor de Julio II, el papa florentino Leo X de 'Medici (1513-1521) inició el concurso de arquitectura para una nueva iglesia en 1518 en el sitio de la antigua iglesia de San Pantaleón. Participaron los grandes artistas de la época: Jacopo Sansovino, Rafael, Giuliano da Sangallo y Baldassarre Peruzzi.  Las ideas iniciales dominantes eran de una iglesia de planta centralizada. El ganador, Jacopo Sansovino, comenzó la construcción en 1509 de acuerdo con una planta de cruz griega, pero inmediatamente se encontró con los primeros problemas: se dijo que la iglesia, que estaba dedicada a San Juan Bautista que había sido bautizado en las aguas del Jordán, debía haber construido su ábside en el lecho del Tíber. En ese momento, Sansovino se enfrentó con el problema de los cimientos que se construirían en las arenas del río; al mismo tiempo, se planteó la cuestión de la financiación de las obras. Esas dificultades llevaron a apartar a  Sansovino y confiar el trabajo a Antonio da Sangallo el Joven, un valioso arquitecto, que había demostrado sus capacidades técnicas en construcciones militares y que resolvió brillantemente el problema de las cimentaciones. Tampoco rehusó a dar su propia idea, basada en un compromiso entre la cruz griega y la cruz latina.
En 1559, Cosme I de Médici, I gran duque de Toscana, le pidió a un Miguel Ángel ya anciano (con 84 años) que preparara diseños para la iglesia y elaboró cinco espléndidos proyectos en los que imaginaba una iglesia en cruz griega, de los que confió la realización a su alumno Tiberio Calcagni, quien hizo un modelo de madera, varias veces representada. Esa disposición centralizada no fue adoptada.

Proyectos de Miguel Ángel nunca realizados
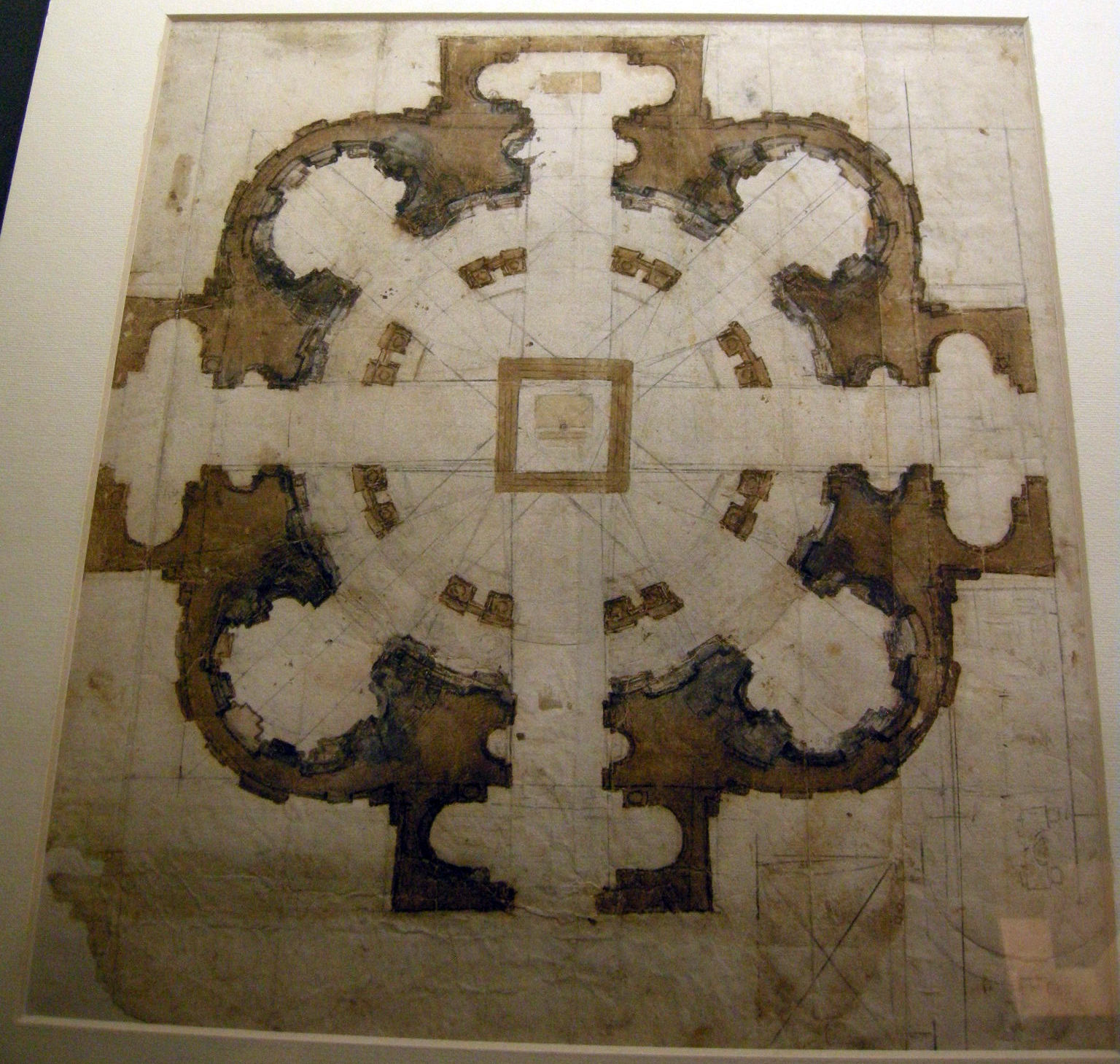
Primer proyecto.
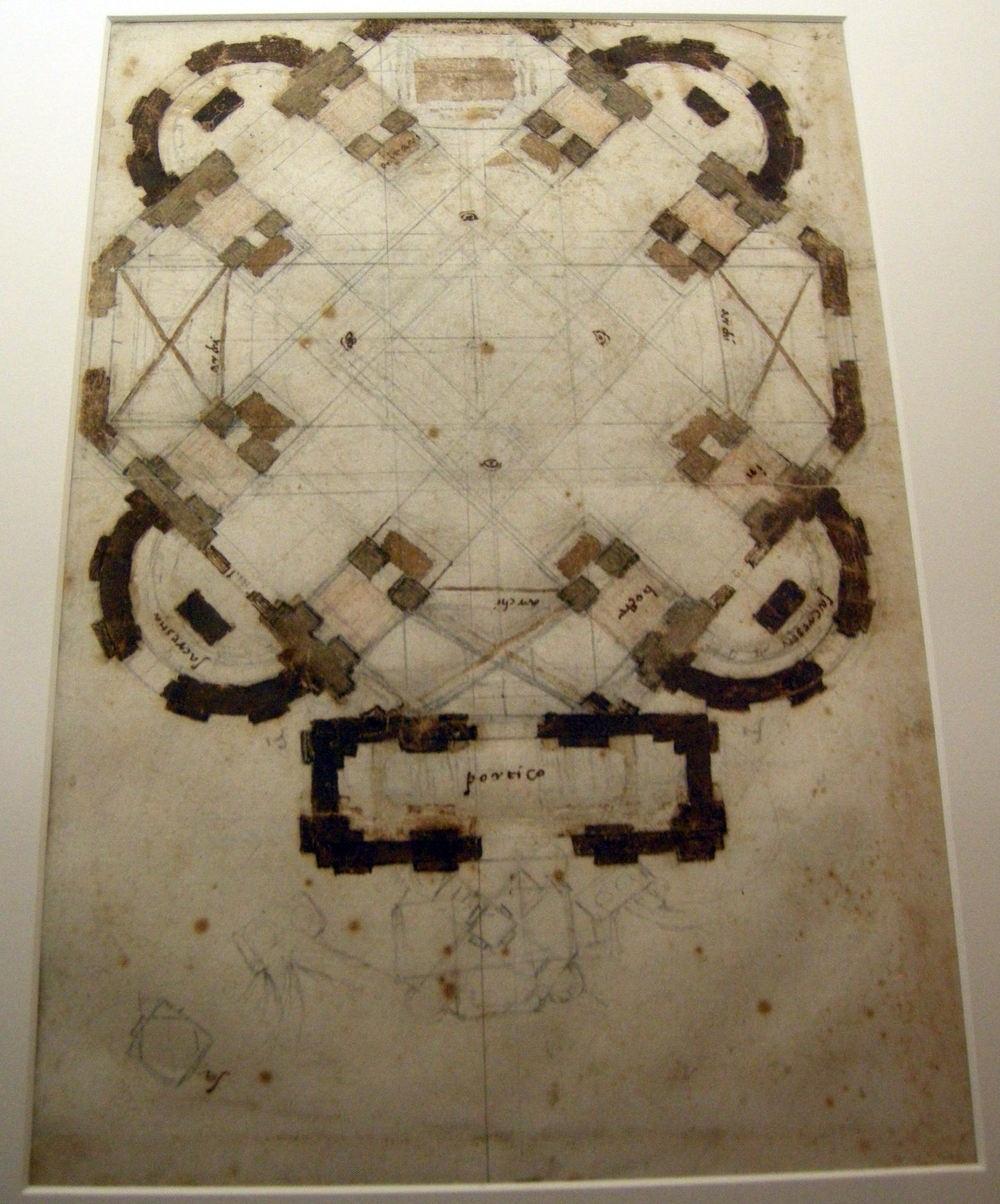
Otra planta.
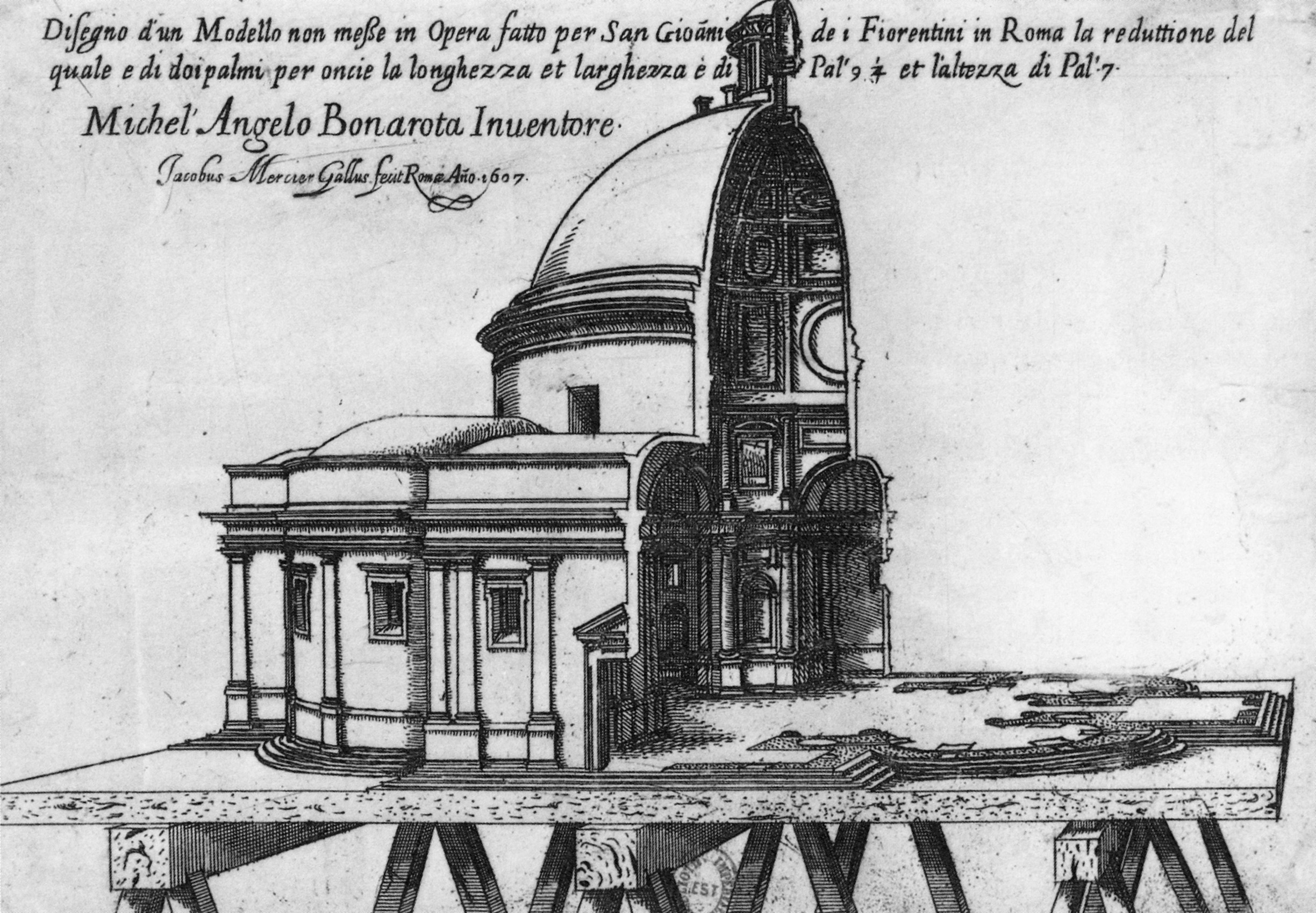
Esquema de sección (grabado de Jacques Lemercier).

### La iglesia construida por della Porta y Galilei

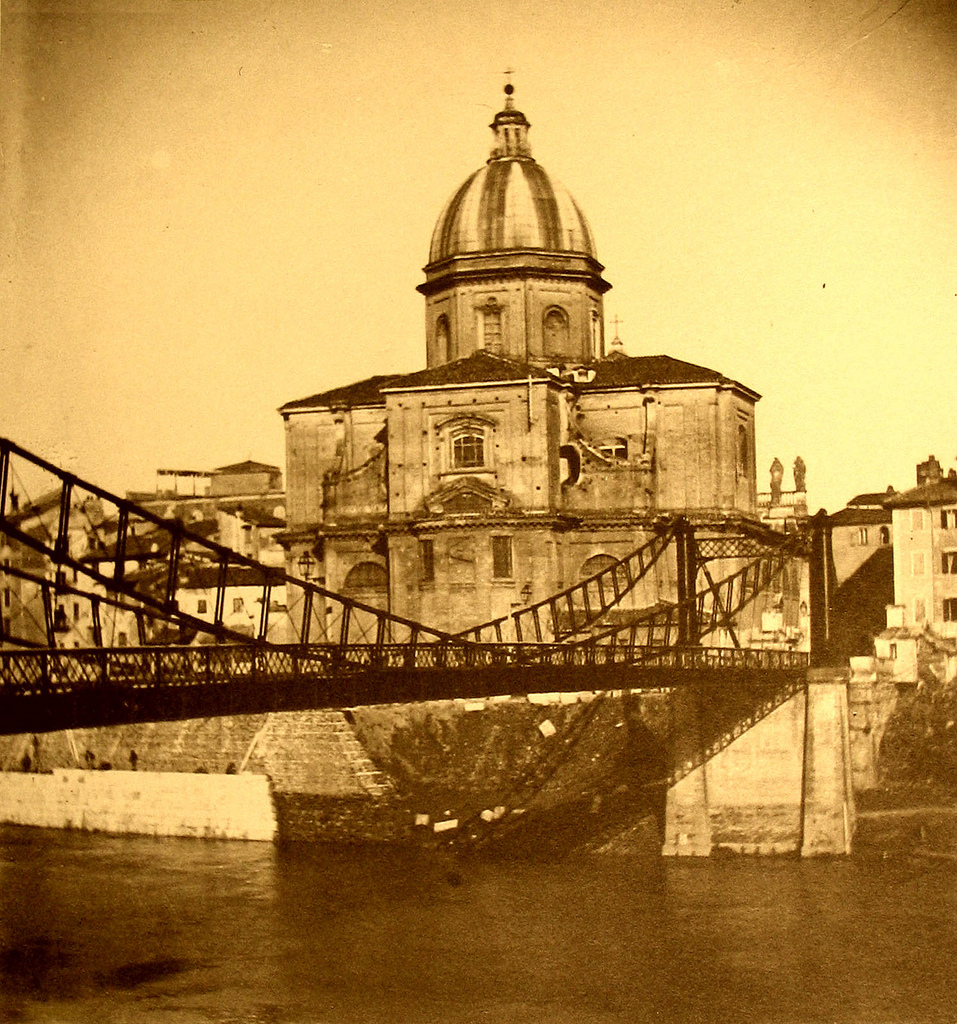
Puente de hierro en San Giovanni dei Fiorentini, ca. 1890. El puente fue construido en 1827 y demolido en 1941 Foto de Giuseppe Primoli.

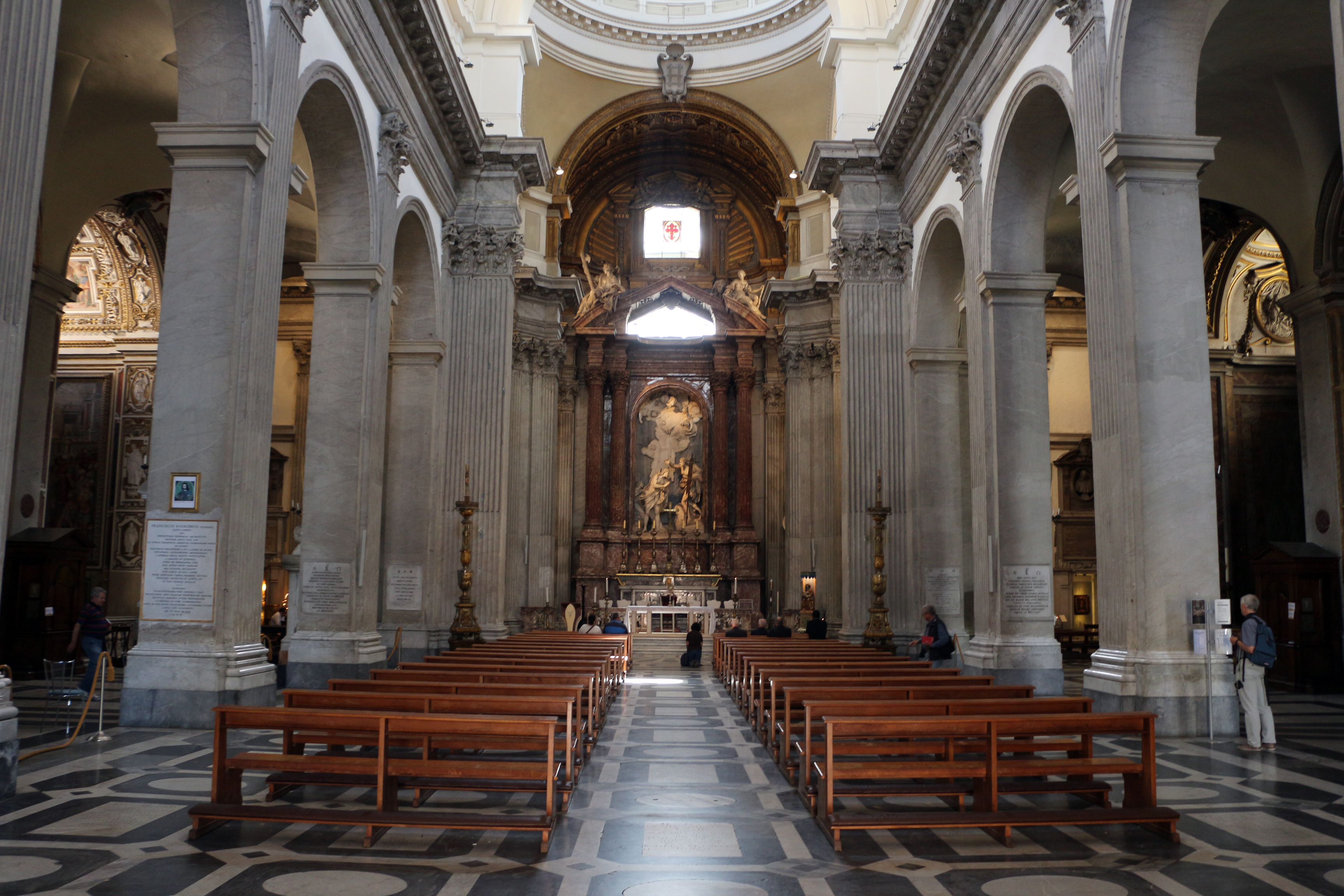
La nave central

La construcción de la iglesia comenzó cuando Giacomo della Porta se involucró en el proyecto (en 1583-1602); impuso una planta basilical de cruz latina, con tres naves sobre pilastras arqueadas, cinco capillas a cada lado y con un ábside coronado por una cúpula de tres niveles coronado con una cruz. Esta iglesia es la que se ve hoy, aparte de estas algunas modificaciones.

Representaciones artísticas de la iglesia
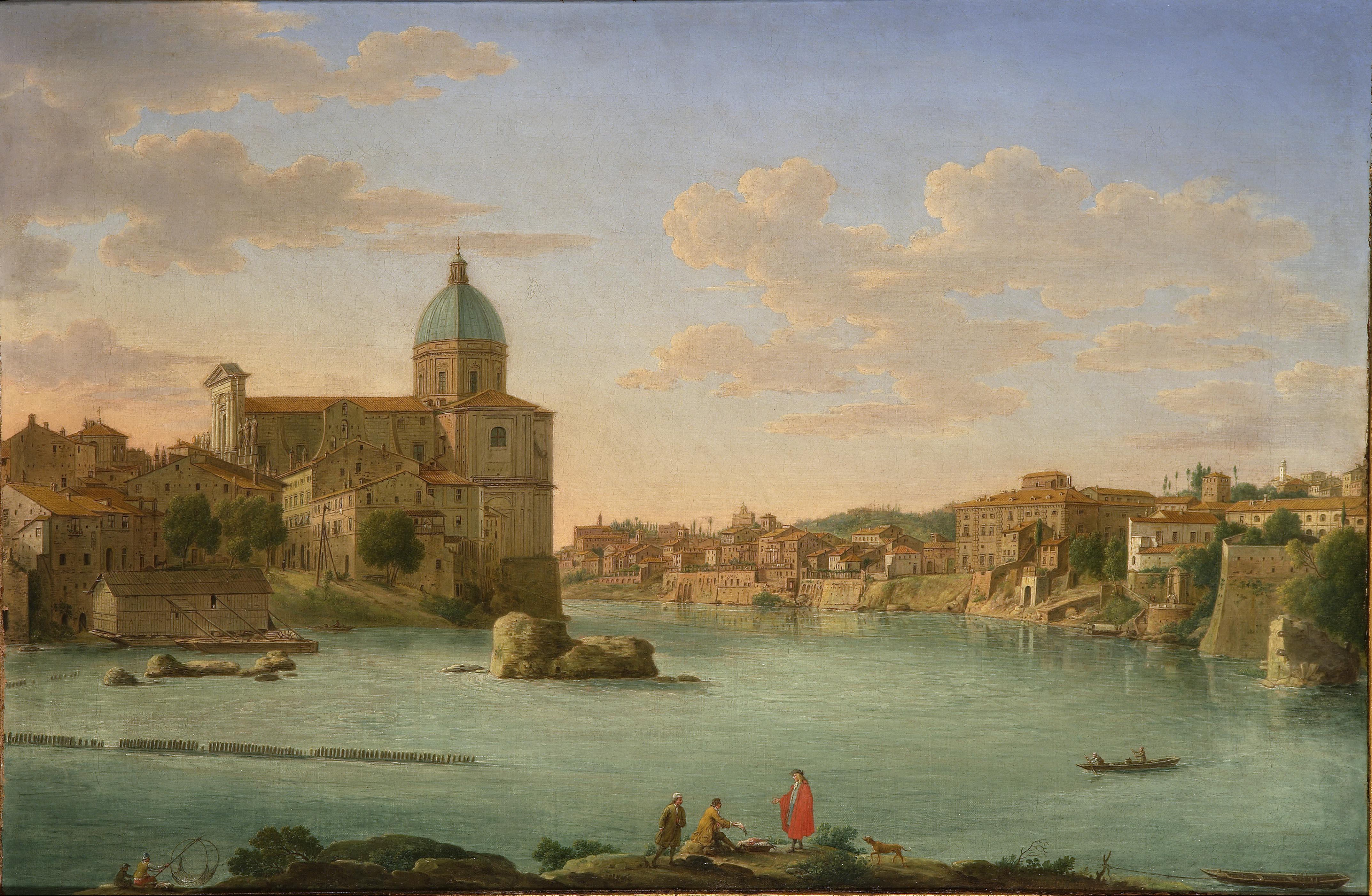
San Giovanni dei Fiorentini (1739 ), de Hendrik Frans van Lint.
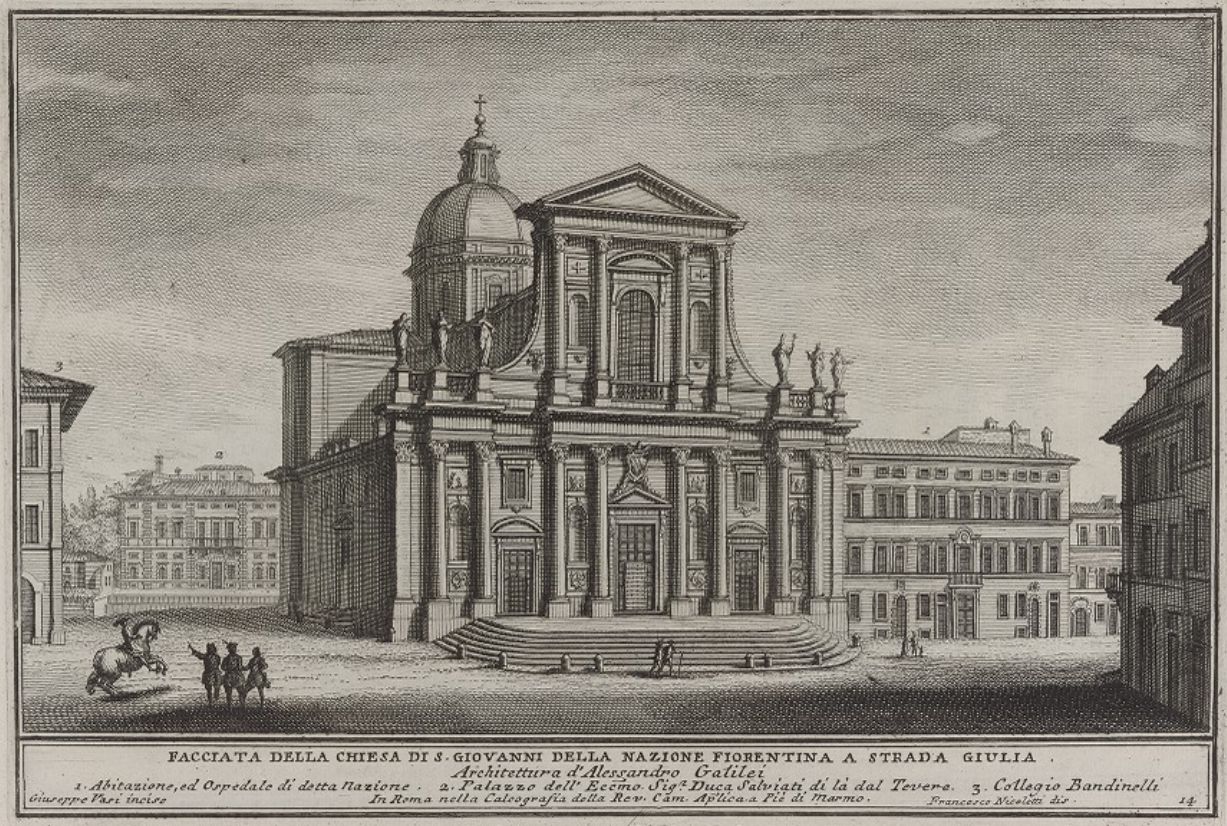
Fachada, grabado de Giovanni Domenico Campiglia (1739).
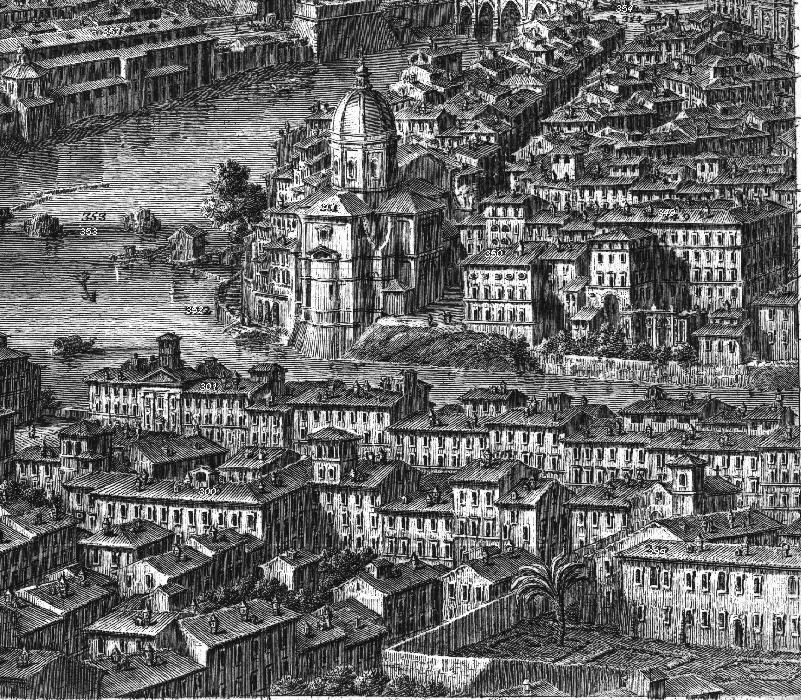
Detalle de la Gran Vista de Roma (1765), de Giuseppe Vasi.

La finalización tuvo lugar solo con Carlo Maderno, quien se hizo cargo de 1602 a 1620 y redujo el proyecto de Giacomo della Porta, terminando el ábside y los transeptos con tres muros perforados con ventanas y construyendo, en 1634, la cúpula en ladrillo y estuco.
En 1623-1624, Giovanni Lanfranco realizó las pinturas para la capilla Sacchetti.
En 1634, el pintor y arquitecto barroco Pietro da Cortona fue solicitado por el noble florentino Orazio Falconieri para diseñar el altar mayor. Se prepararon dibujos para el altar y su configuración y una maqueta, pero el proyecto no se llevó a cabo. Las ideas de Cortona para el coro incluían ventanas ocultas a la vista de la congregación que iluminarían el retablo, un ejemplo temprano del uso barroco de una fuente de «luz oculta», un concepto que sería muy empleado por Bernini. El ábside permaneció sin decorar hasta la década de 1640, cuando la familia Falconieri acordó financiarlo Pietro da Cortona recibió el de un proyecto final que incluía un grupo escultórico colosal debido a Francesco Mochi, pero no se llevó a cabo. Se decidió equiparlo temporalmente con madera y estuco, con pinturas tomadas de la Chiesa Nuova.
Unos veinte o treinta años después, Falconieri resucitó el proyecto del coro, pero le dio el encargo al arquitecto barroco Francesco Borromini, de acuerdo con el mismo principio, con un grupo escultórico de Antonio Raggi, pero de forma diferente para permitir el entierro del cardenal Lelio Falconieri, hermano de Orazio. Después de que Borromini muriese en 1667, el trabajo fue completado y parcialmente modificado por Cortona y, a su muerte, en 1669, por Ciro Ferri, alumno y asociado de Cortona.
Sin embargo, la iglesia solo se completó en 1734-1738, por Alessandro Galilei, quien murió un año antes de que se completara la fachada.

Interiores de la iglesia
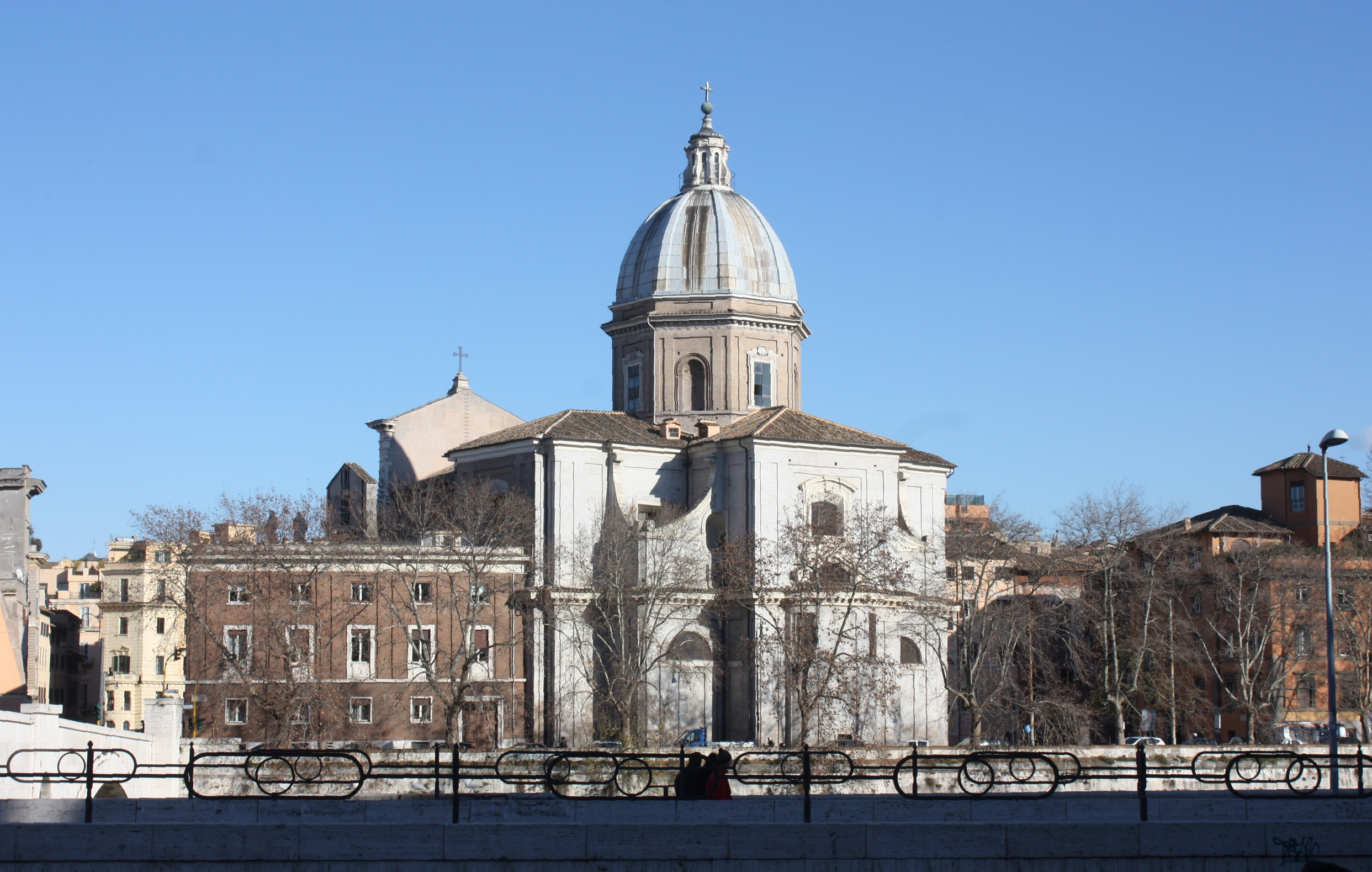
Vista del ábside.
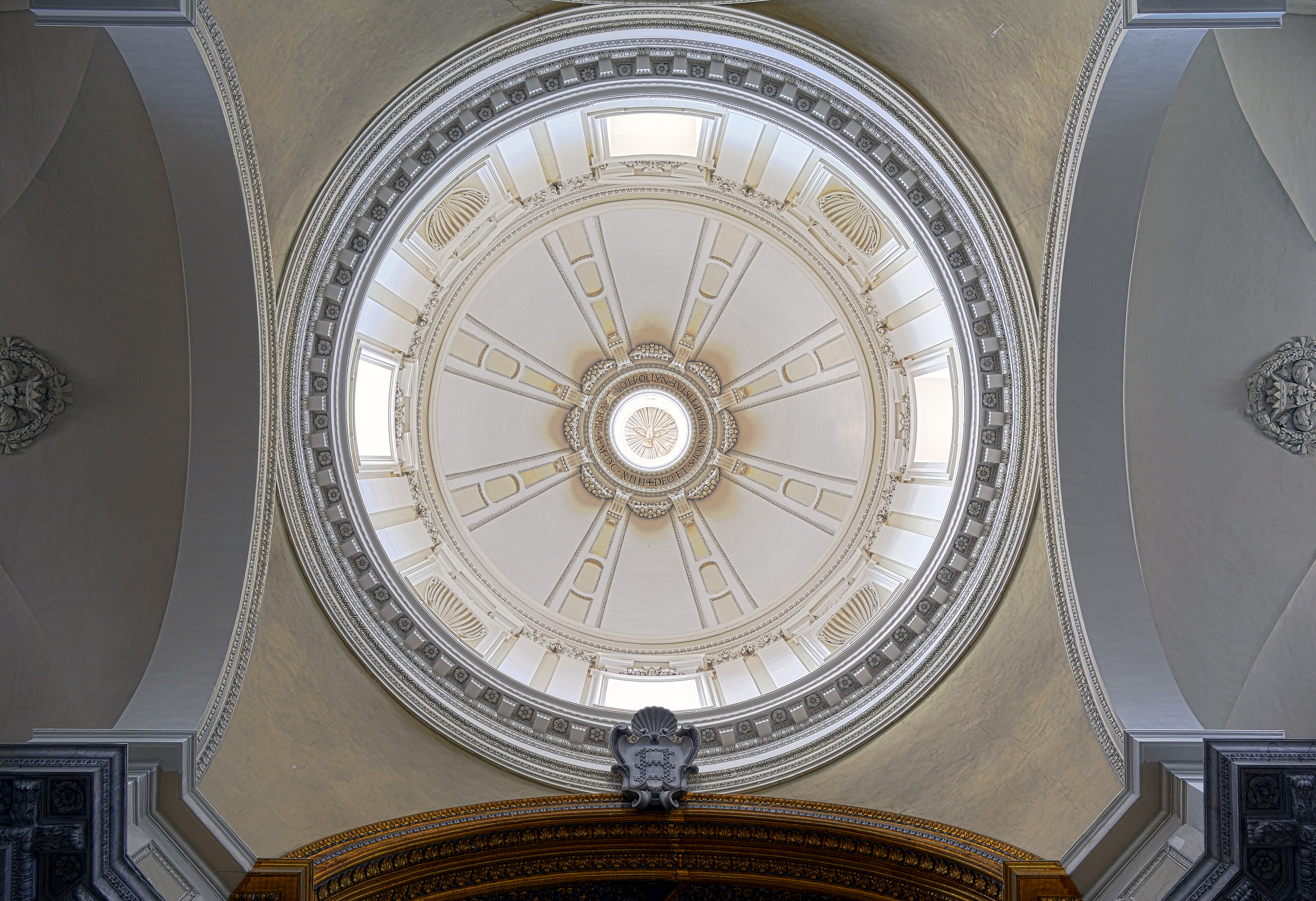
Interior de la cúpula.
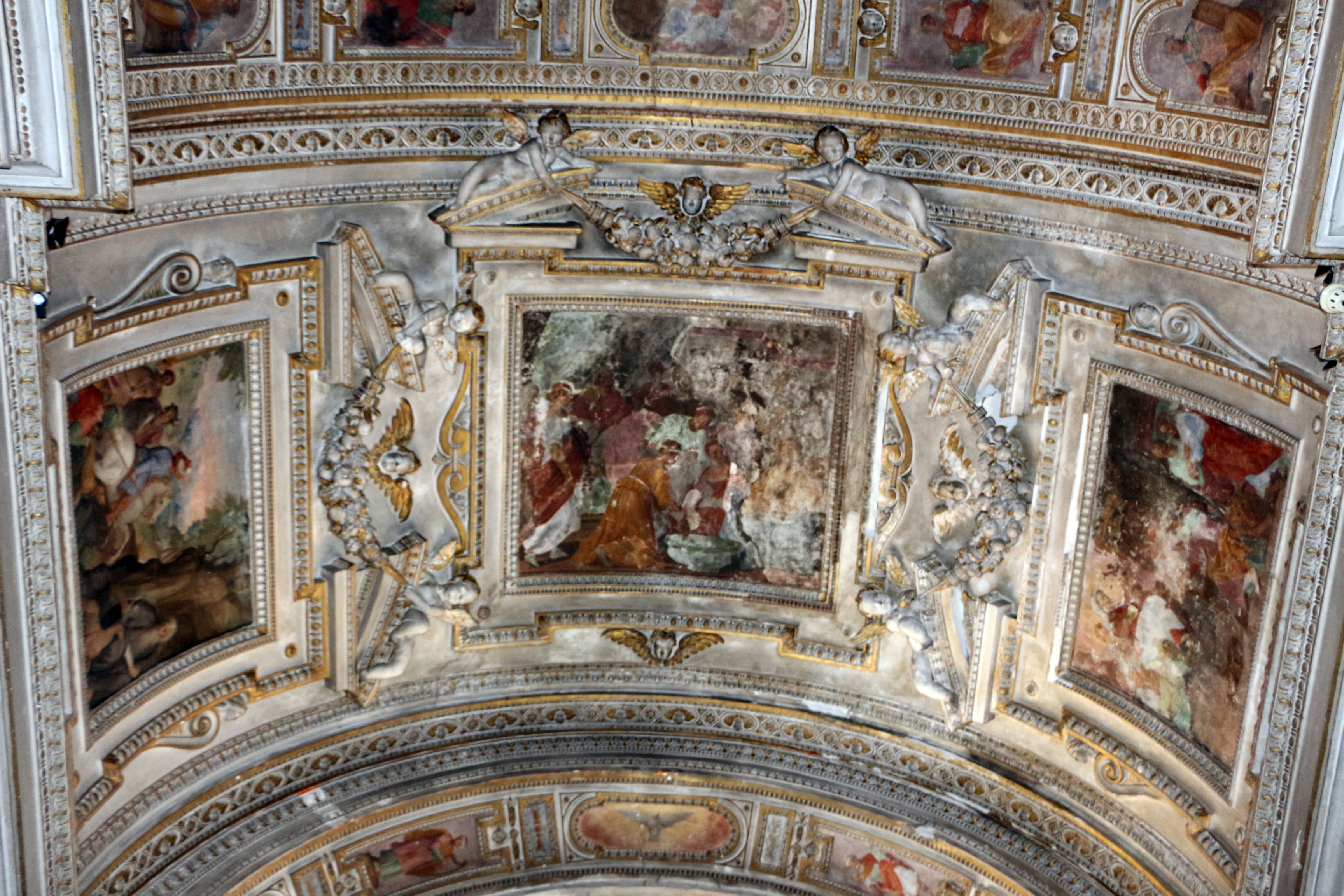
Frescos del interior.

## El aparato escultórico

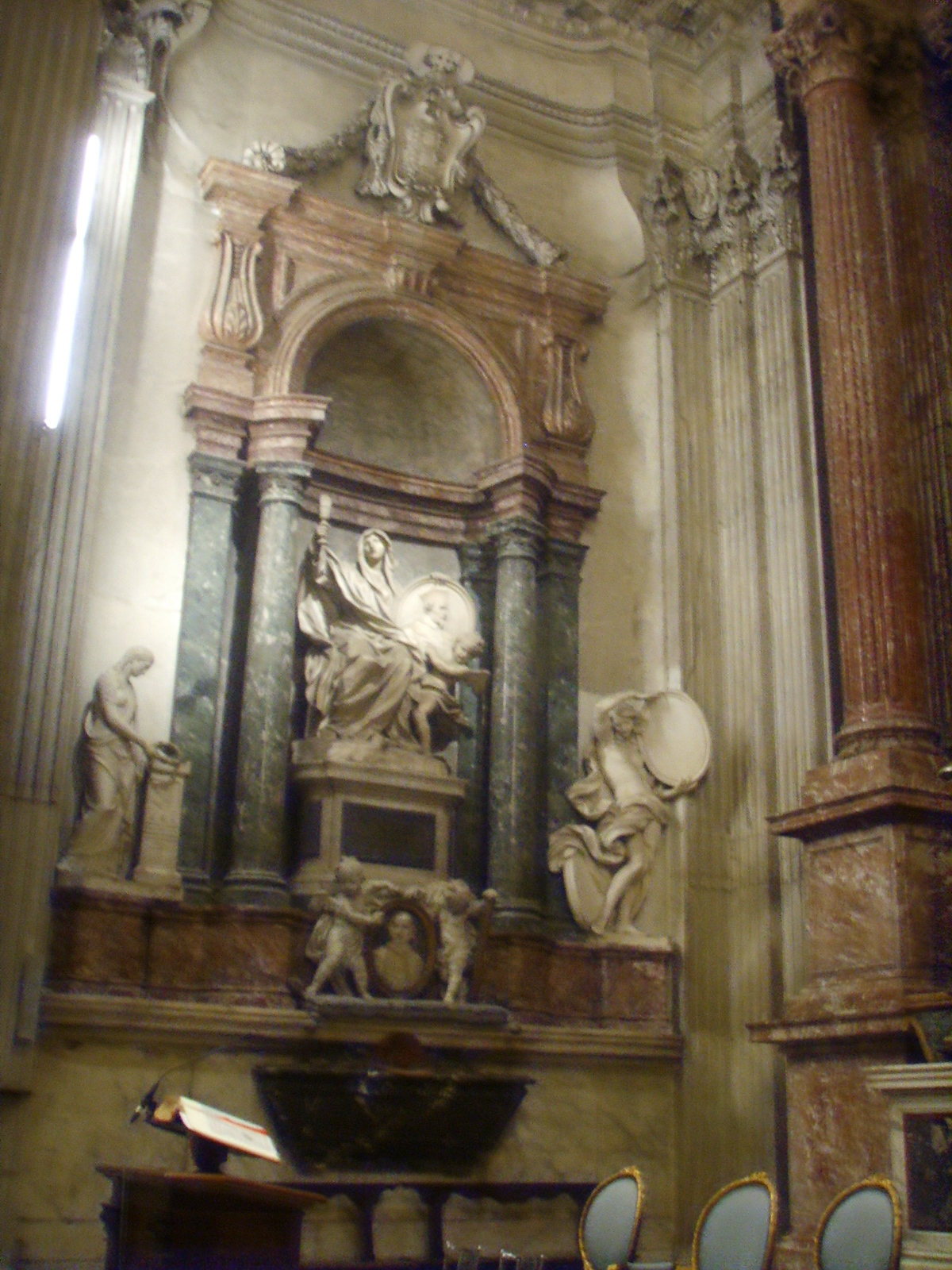
La capilla de los Falconieri.

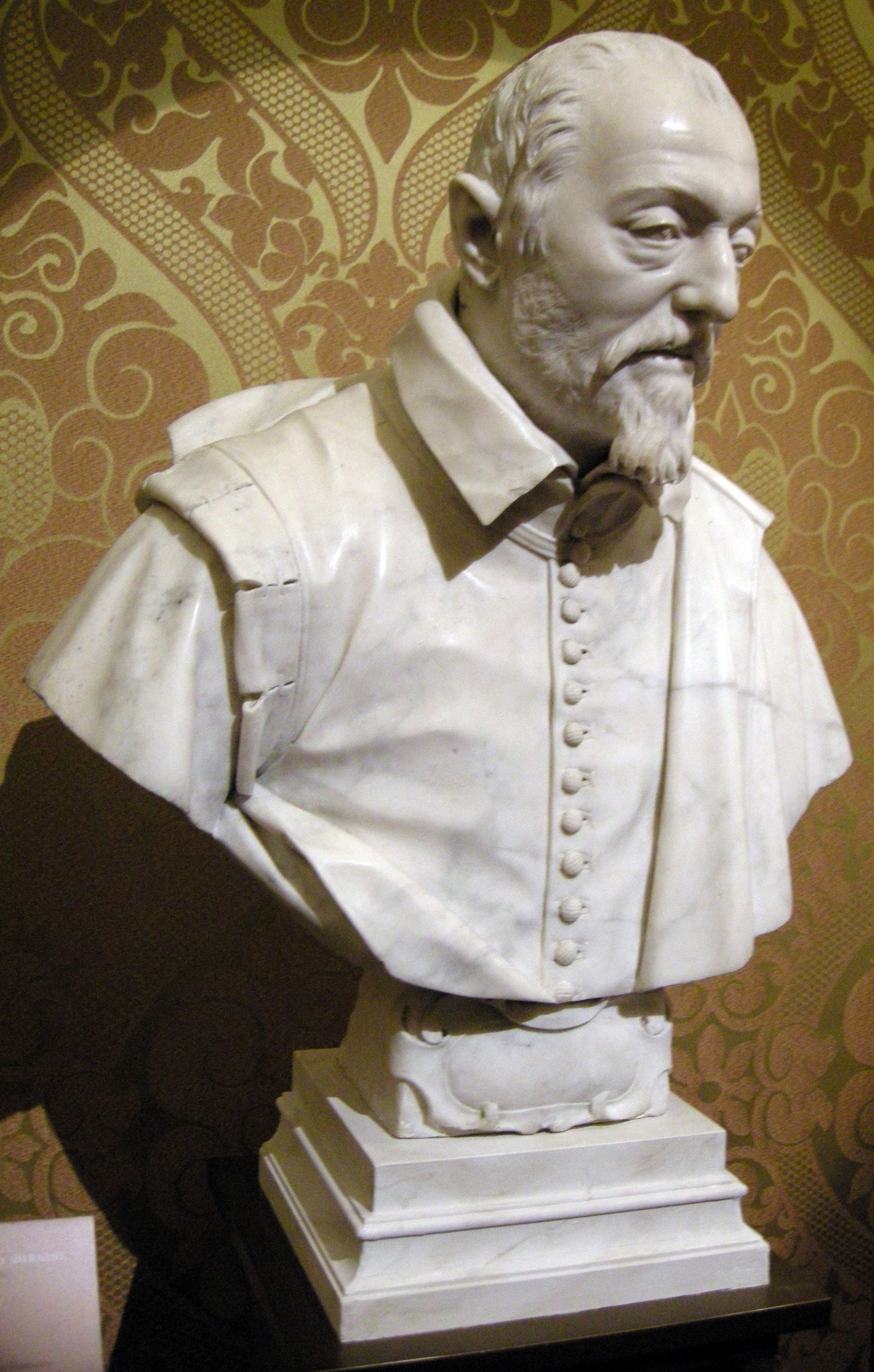
Busto de Antonio Cepparelli, obra de Bernini (1622).

El ábside de la basílica constituye un verdadero museo del arte barroco que sucedió a Bernini y a Algardi el altar principal de Borromini se abre sobre el imponente grupo escultórico que representa El bautismo de Cristo, debido a Antonio Raggi, con  las tumbas de la familia Falconieri a ambos lados acompañadas por estatuas de La Fe de Ercole Ferrata y de La Caridad de Domenico Guidi, enriquecidas con genios de estuco y  de putti que, desde el siglo XVIII, tienen en sus manos retratos de la familia Falconieri en medallones de mármol blanco o policromado. A Paolo Benaglia se debe el monumento a Alessandro Falconieri y a Marianna Lante, de estilo neoclásico.
El colosal altar, en mármol rojo de Francia y de mámol rojo de Cottanello, está coronado por La Justicia de Michel Anguier  y por La Fuerza, de Leonardo Reti.
El transepto se enriqueció posteriormente con bustos: de Antonio Barberini, obra de Bernini; de Pietro Francesco de Rossi, de Domenico Guidi; de Ottaviano Acciaioli, de Ercole Ferrata; y de Ottavio Corsini, de Algardi.
Entre los pilares de las naves se encuentran el monumento a Francesca Calderini Pecori Riccardi, obra de Antonio Raggi (circa 1655), el monumento a Alessandro Gregorio Capponi, diseñado por Ferdinando Fuga y tallado en 1746 por René-Michel Slodtz, llamado Michelangelo o Monsù Slodtz, y el monumento a Girolamo Samminiati, obra de Filippo della Valle (1733), a quien también se debe la memoria y el busto de Clemente XII Corsini (1750). En las capillas de la Virgen de la Misericordia y de Sachetti hay  estatuas y bajorrelieves en estuco blanco y dorado, trabajados con increíble delicadeza. También en esta capilla de Sachetti  destaca el altar. Enmarcado en un posta  de mármol negro africano pulido como un espejo, el crucifijo en bronce obra de Paolo Sanquirico sobre una idea de Próspero Antichi. En la capilla de Felipe Neri se conservó posteriormente el relicario de la cruz a la que el santo solía dirigir su oración, realizada por Giuseppe Ducrot, y, en la capilla de Jesús misericordioso, el aparato escultórico de Gino Giannetti.

Obras escultóricas en la iglesia
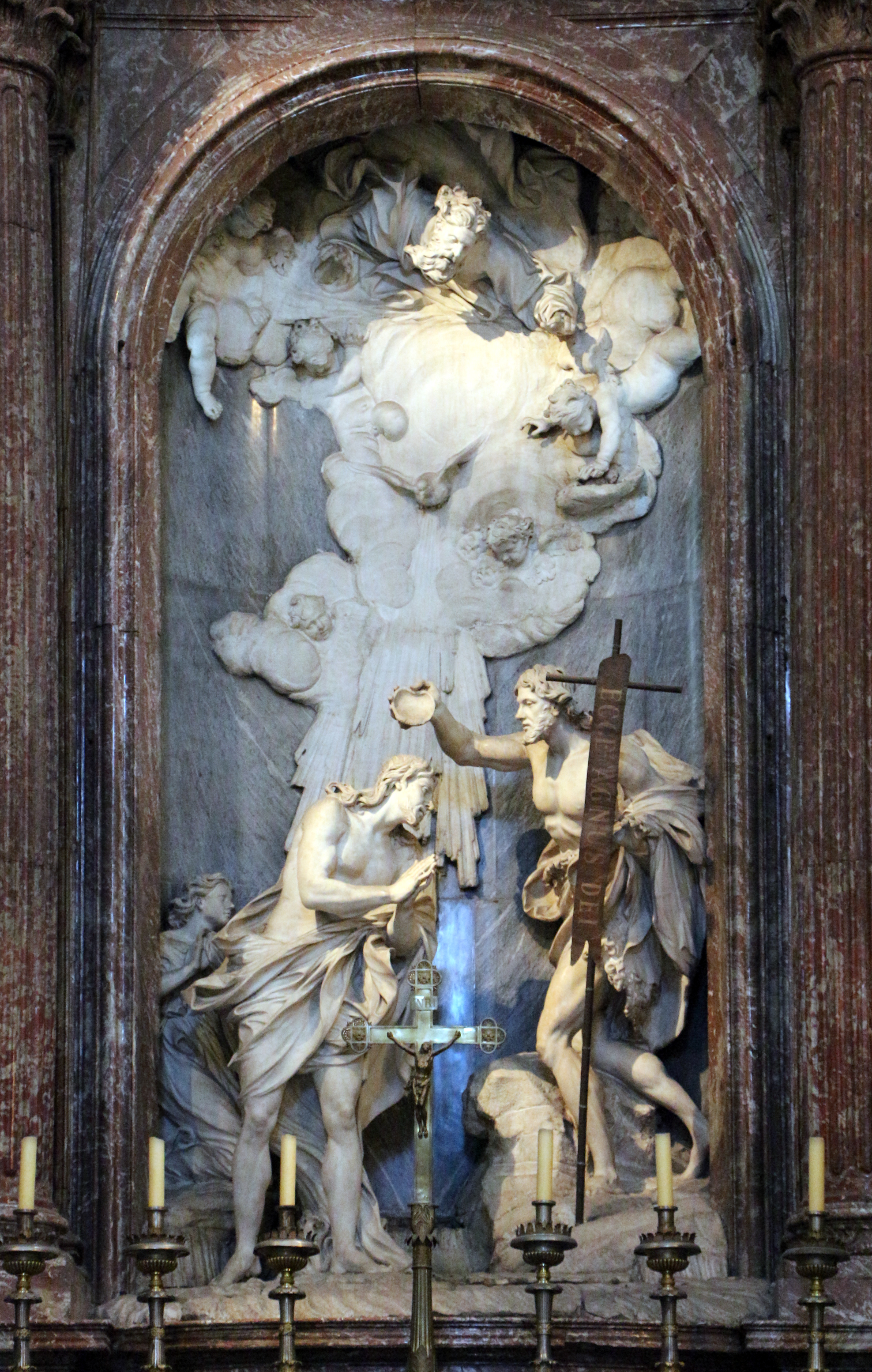
Battesimo di cristo (1669), de Antonio Raggi, en el altar de Borromini (1640).
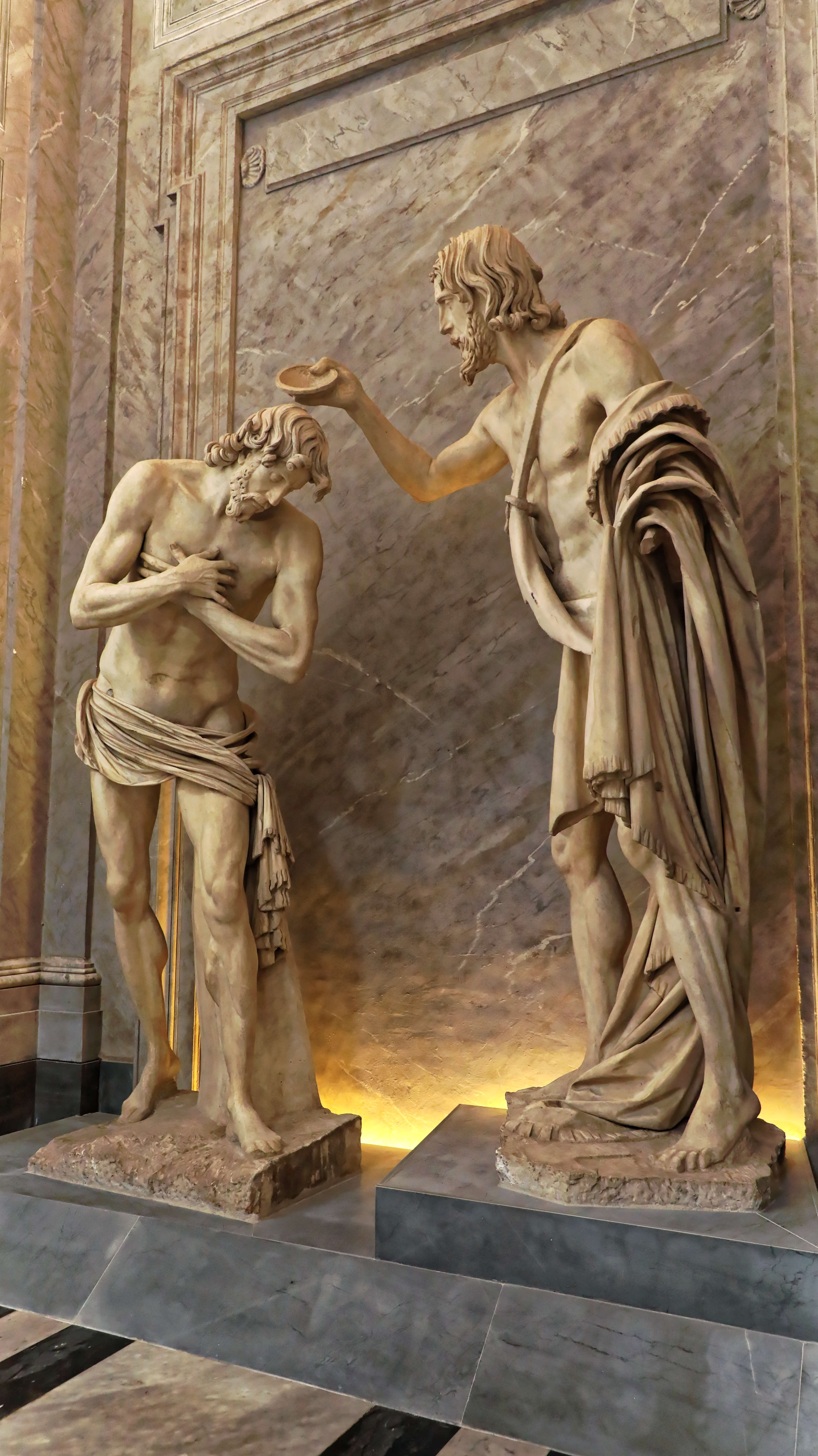
Bautismo de Cristo.
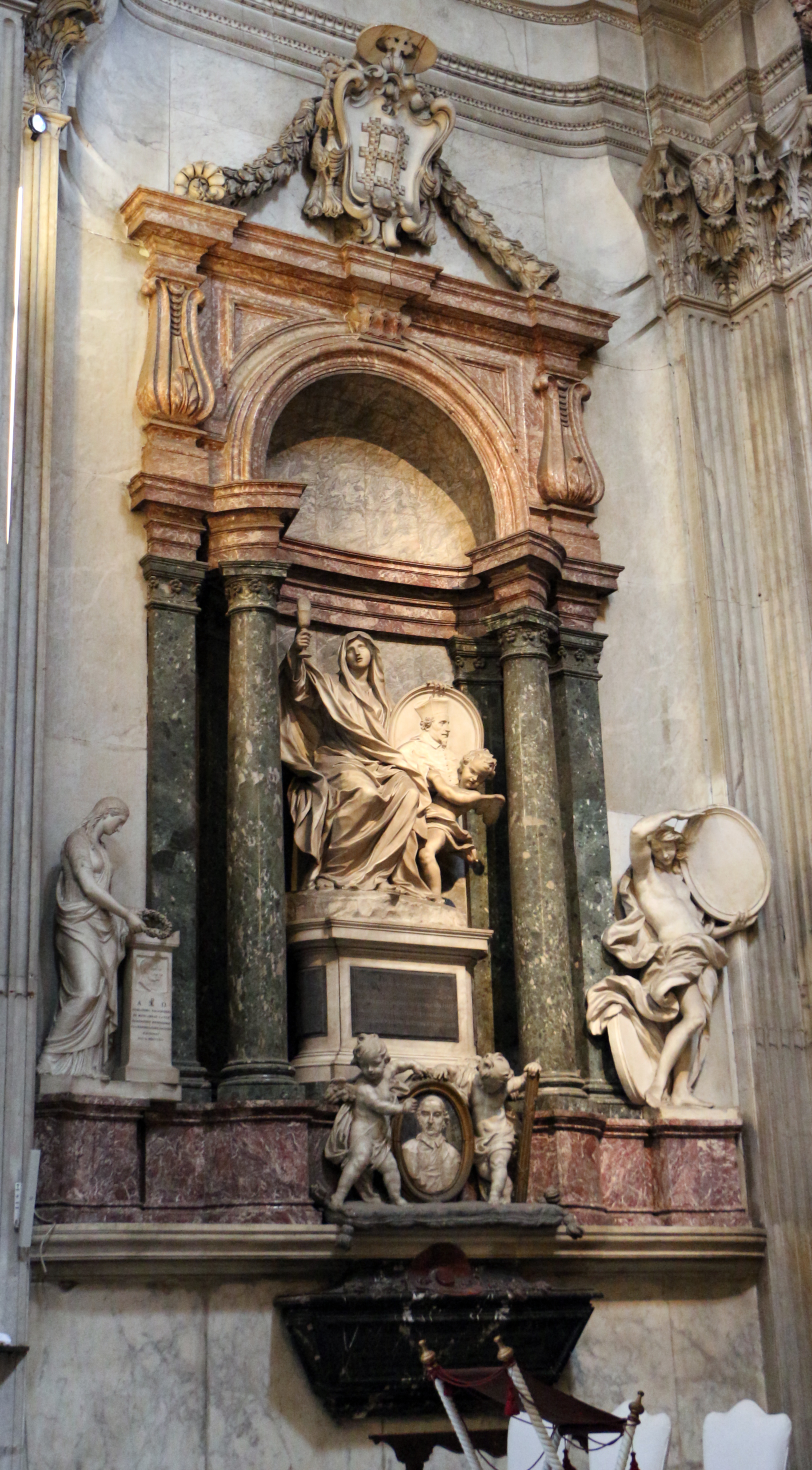
Monumento del cardenal Lelio Falconieri, de Ercole Ferrata.
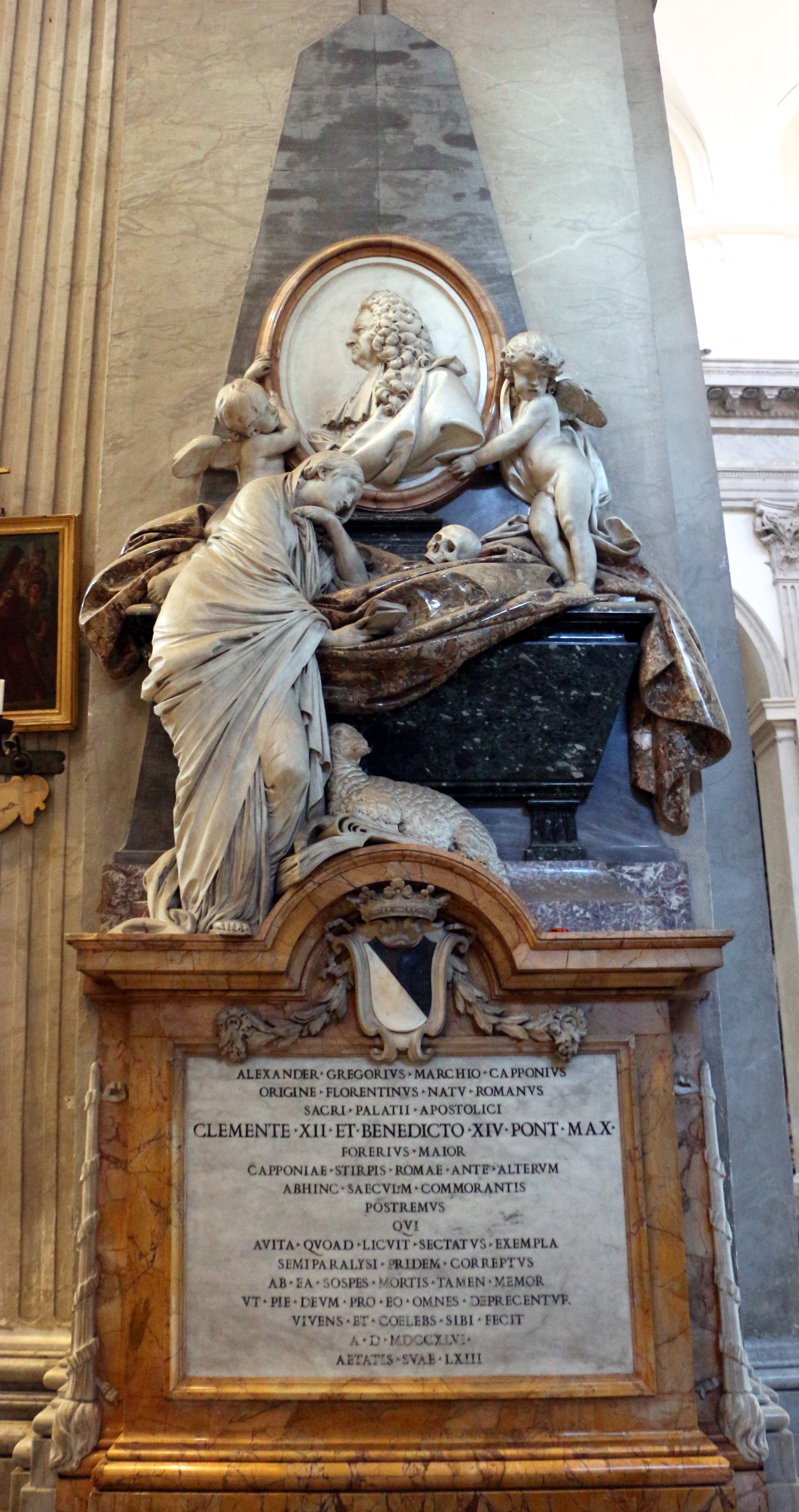
Monumento de Alessandro Gregorio Capponi (1746), de Ferdinando Fuga, con esculturas de Michelangelo Slodtz.
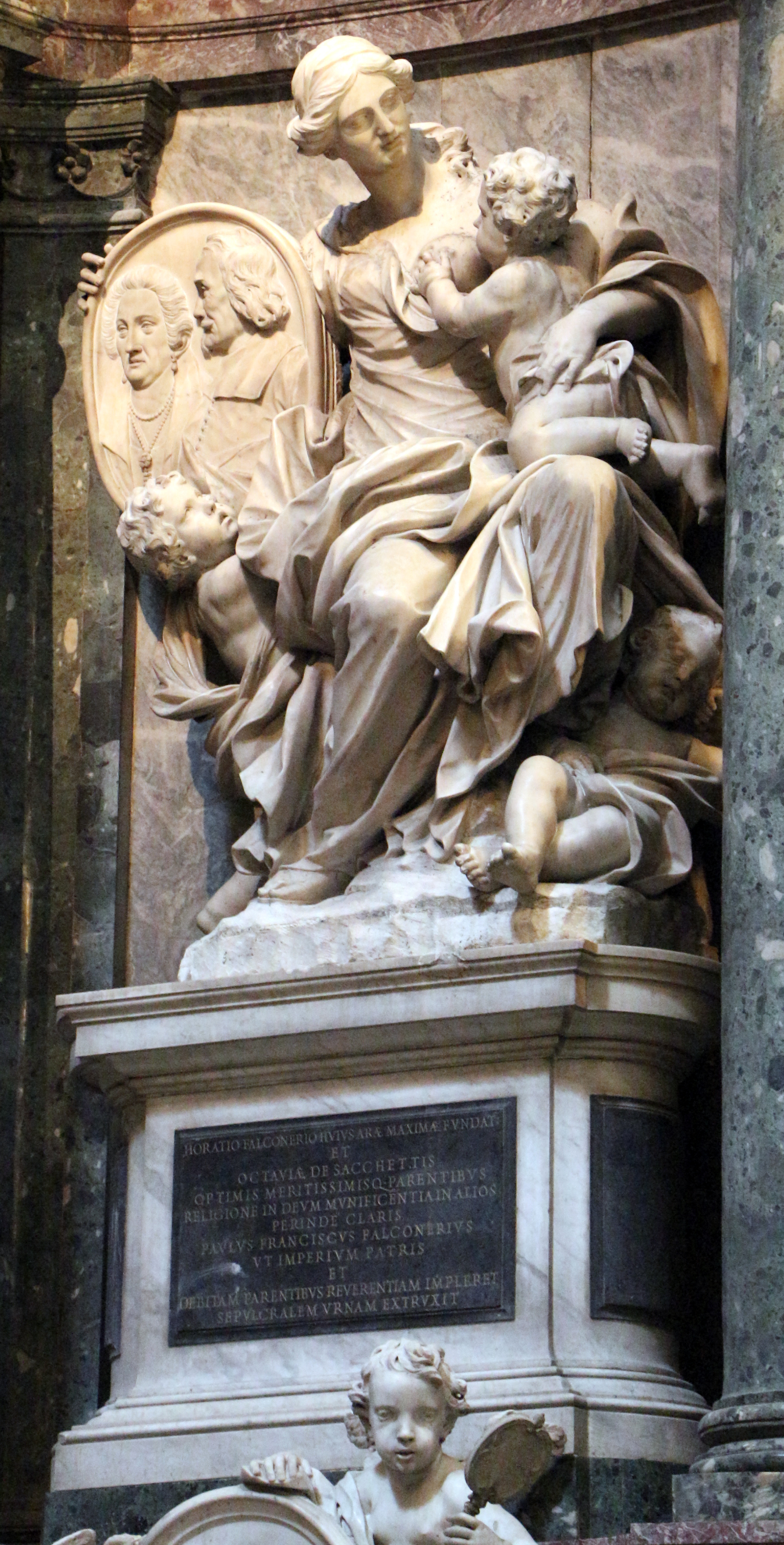
Monumento de Orazio Falconieri e Ottavia Sacchetti, obra de Domenico Guidi.

## La iglesia y el museo

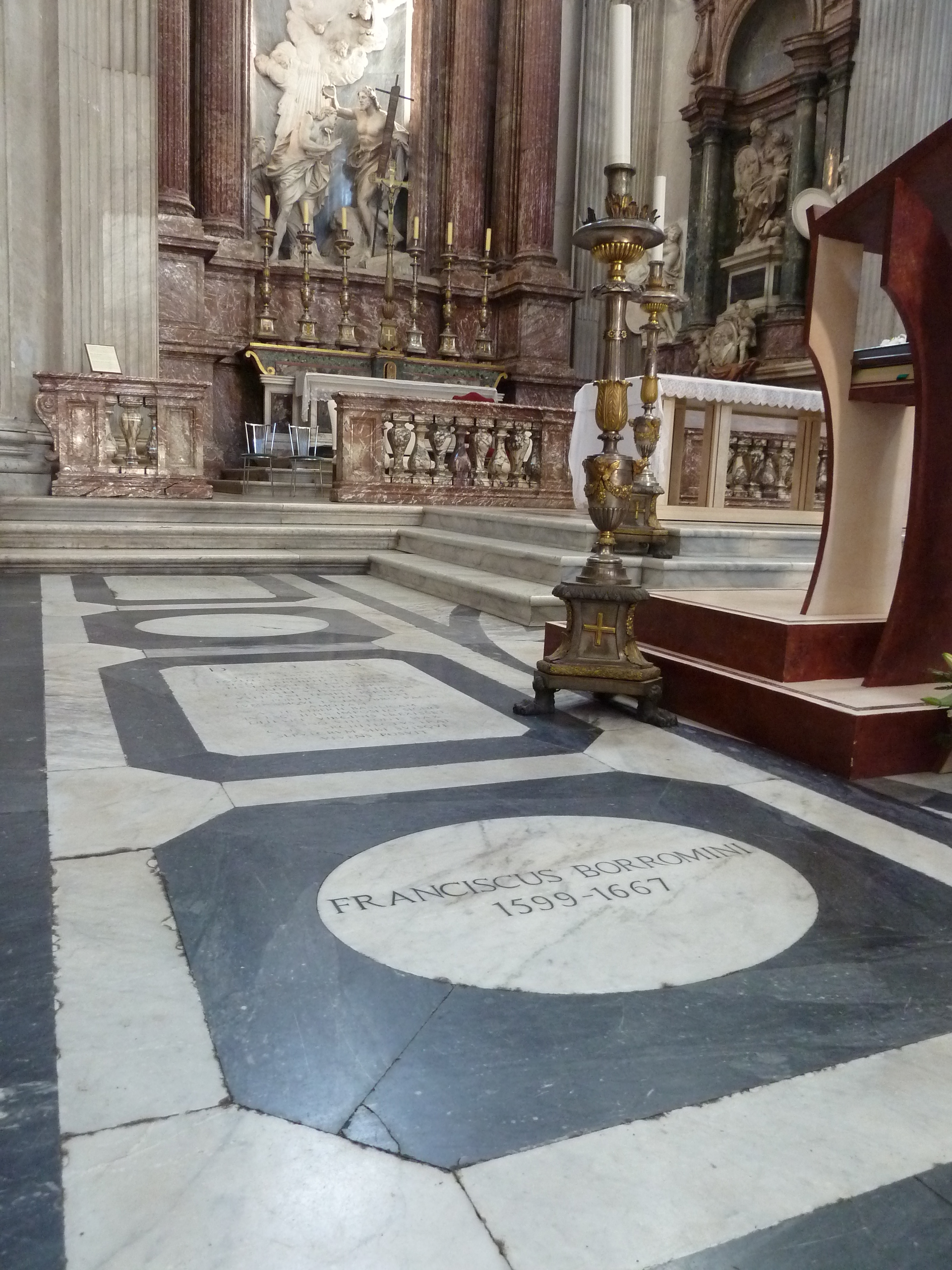
Tumba de Borromini.

En la iglesia están enterrados el cardenal Luigi Maria Torregiani, Carlo Maderno, Francesco Borromini (bajo la cúpula), Lodovico Cigoli, Onofrio del Grillo y el arquitecto Carlo Murena.
En la iglesia se conservan los Archivos Históricos de la Archicofradía de los Florentinos, con escritos, documentos, proyectos y particiones, todo desde el siglo XV hasta nuestros días. Hay documentos curiosos, como las actas del proceso verbal de la expulsión de Leonardo da Vinci de la asociación, por no pagar el la taxa de entrada.
La iglesia también es famosa porque los animales tienen derecho a entrar en ella.
El museo contiguo (Museo San Giovanni de 'Fiorentini) tiene un San Juan Bautista atribuido desde siempre a Donatello y recientemente reconocido como una obra de Miguel Ángel, esculturas de Bernini y de Pierino da Vinci, un relicario de plata, bronce y oro procedente del taller de Benvenuto Cellini y un gran ostensorio plateado de Luigi Valadier.

## San Felipe Neri y el Oratorio
San Felipe Neri había sido llamado a ser rector de la iglesia ante la insistencia de los florentinos, que deseaban tener una figura carismática al frente de la nueva iglesia. Sin embargo, no le gustaba el ambiente que consideraba demasiado «noble» y con frecuencia regresaba a su antigua iglesia de San Girolamo della Carità.
Felipe Neri fundó la Congregación del Oratorio mientras era el rector de esta iglesia, y una de las capillas está dedicada a él.
Hasta la demolición del hospital contiguo en la década de 1940, se había conservado en una sala una chimenea con esta inscripción: Caesar Baronius cocuus perpetuus («César Baronius, cocinero perpetuo»), escrito por el futuro cardenal César Baronio, discípulo de Felipe, a quien a menudo recurría para hacer su turno en la cocina.

## Lista de Ordinarios
Los Ordinarios del título cardenalicio, establecido en 1960, han sido:
- Joseph-Charles Lefèbvre (nombrado el 28 de marzo de 1960 - fallecido el 2 de abril de 1973)
- Juan Carlos Aramburu (nombrado el 24 de mayo de 1976 - fallecido el 18 de noviembre de 2004)
- Carlo Caffarra (nombrado el 24 de marzo de 2006 - fallecido el 6 de septiembre de 2017)
- Giuseppe Petrocchi (nombrado el 28 de junio de 2018)